# Isoetes virginica
Isoetes virginica là một loài dương xỉ trong họ Isoetaceae. Loài này được N. Pfeiff. mô tả khoa học đầu tiên năm 1937.